# Zdovbîțea, Dubno
Zdovbîțea (în ucraineană Здовбиця) este un sat în comuna Hirnîkî din raionul Dubno, regiunea Rivne, Ucraina.

## Demografie
Componența lingvistică a localității Zdovbîțea
     Ucraineană (98,41%)
     Rusă (1,59%)
Conform recensământului din 2001, majoritatea populației localității Zdovbîțea era vorbitoare de ucraineană (98,41%), existând în minoritate și vorbitori de rusă (1,59%).